# Jakubianka
Jakubianka je říčka na severu východního Slovenska, pravostranný přítok Popradu s délkou 23,5 km.
Pramení v Levočských vrších, v podcelku Levočská vysočina, pod Derežovou v nadmořské výšce kolem 1140 m.
Na horním toku přibírá z obou stran několik krátkých přítoků a teče převážně severovýchodním směrem. Později přibírá zprava Vyšný Toráč a dále teče na sever. Zleva přibírá Šípkovou, pak zprava Toráč a opouští Levočské vrchy. Vstupuje do Jakubianské brázdy v hornatině Spišsko-šarišské medzihorie. Protéká okrajem obce Jakubany, kde zleva přibírá významnější přítok zpod Javorinky. Na krátkém úseku teče severozápadním směrem a následně znovu na sever. Protéká přes obec Nová Ľubovňa, na jejímž území přibírá svůj nejvýznamnější přítok, levostranný Kolačkovský potok. Vzápětí vstupuje do Lubovnianské kotliny, protéká územím města Stará Ľubovňa, kde se původně na zhruba úseku 2 km větvila na dvě ramena, ale v současnosti teče v zaregulováném korytě. Do Popradu ústí severně od centra města.